# کنده دایه

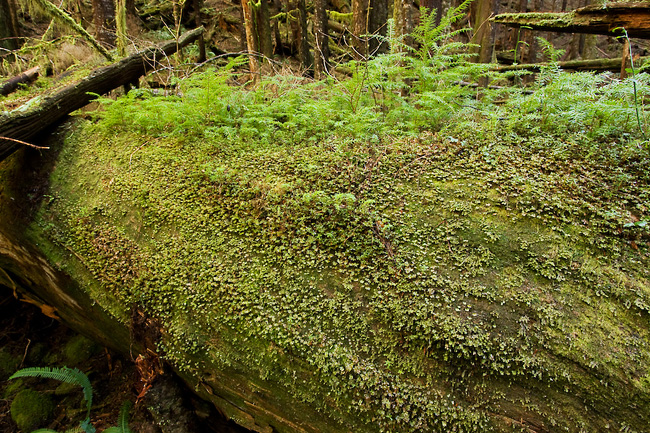
کنده دایه در آواتار گروو (Ancient Forest Alliance)، بریتیش کلمبیا، کانادا

کنده دایه (انگلیسی: Nurse log)، کنده پرستار یا درخت پرستار، درخت افتاده‌ای است که با پوسیدگی، تسهیل بوم‌شناختی را برای نهال‌ها فراهم می‌کند. تعاریف گسترده‌تر شامل ایجاد سایه یا حمایت از گیاهان دیگر است. برخی از مزایایی که یک کنده دایه به یک نهال ارائه می‌دهد عبارتند از: آب، ضخامت خزه، بستر برگ، همزیستی قارچ‌ریشه، محافظت از بیماری، مواد مغذی و نور خورشید.
تحقیقات اخیر در مورد بیماری‌زاهای خاکی نشان می‌دهد که در برخی جوامع جنگلی، به نظر می‌رسد بیماری‌زاهای دشمن گونه‌های درختی در مجاورت آن گونه جمع می‌شوند و تا حدی از رشد نهال جلوگیری می‌کنند. بنابراین کنده دایه ممکن است مقداری از محافظت در برابر این عوامل بیماری‌زا را فراهم کنند، بنابراین بقای گیاهچه را بیشتر می‌کنند.

## وقوع

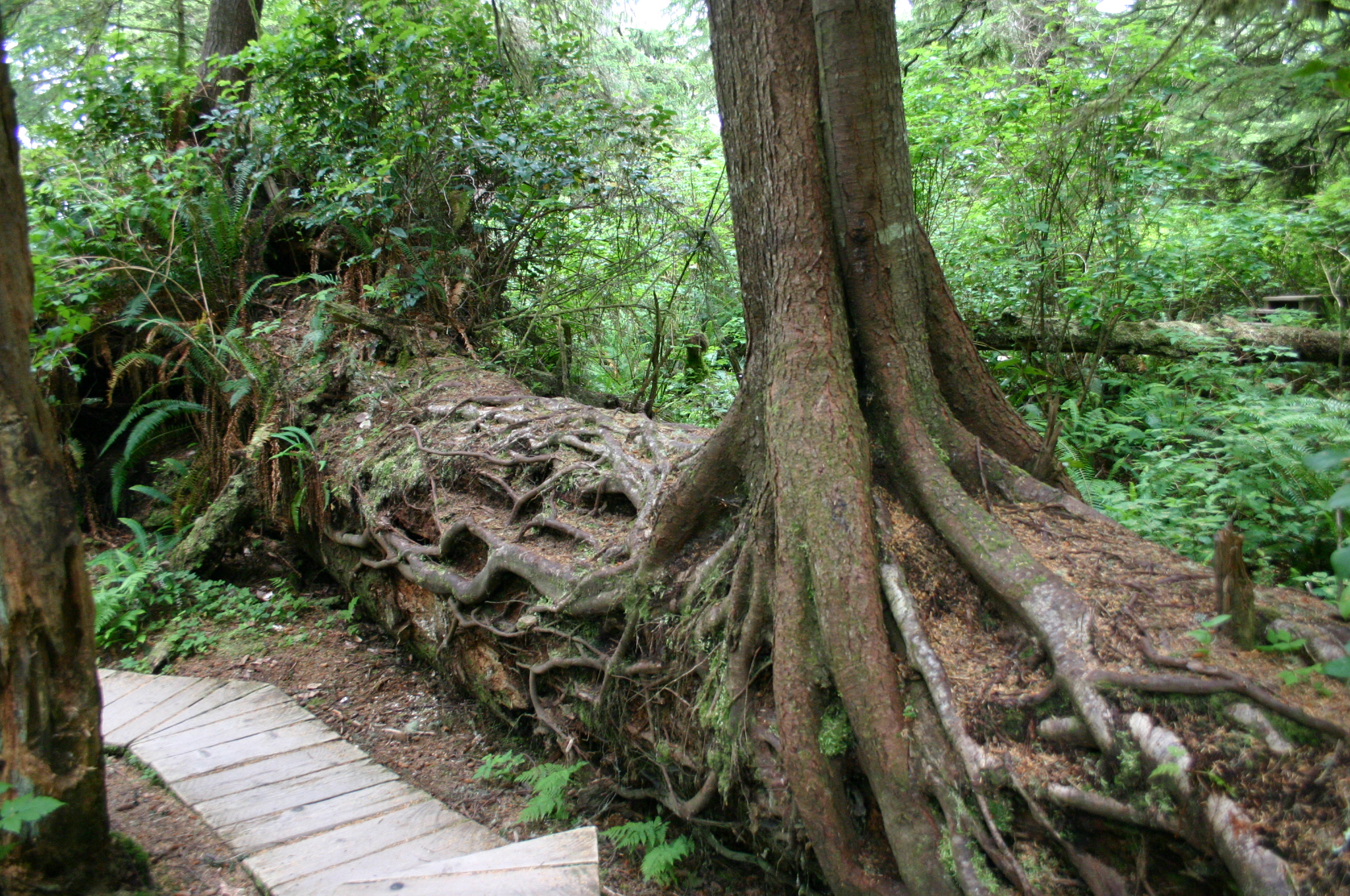
درخت پرستاری که یک کاج شوکران غربی را در خود جای داده است.

فرایندهای مکانیکی و بیولوژیکی مختلف به تجزیه لیگنین در درختان افتاده کمک می‌کنند و در نتیجه جایگاه‌هایی با اندازه‌های فزاینده تشکیل می‌شوند که تمایل دارند با بقایای جنگلی مانند خاک ناشی از سیل‌های بهاری، سوزن‌ها، خزه‌ها، قارچ‌ها و سایر گیاهان پر شوند. خزه‌ها همچنین می‌توانند بیرون یک کنده را بپوشانند و پوسیدگی آن را تسریع کنند و از گونه‌های دیگر به‌عنوان محیط ریشه‌زایی و با حفظ آب حمایت کنند. حیوانات کوچک مانند سنجاب‌های مختلف اغلب بر روی کنده‌های دایه نشسته یا خوابیده‌اند و با آوار غذا و سرگین به بستر اضافه می‌کنند. پوسیدگی این پوده‌ها به تشکیل گیاخاک غنی کمک می‌کند که بستر بذر و شرایط کافی برای جوانه زدن را فراهم می‌کند.
درختان پرستار اغلب بستری برای درختان مخروطی در یک بوم‌سازگان جنگل بارانی معتدله فراهم می‌کنند.